# Dialog: Dansk tidsskrift for Kultur
Dialog: Dansk tidsskrift for Kultur var et tidsskrift (1950-1961), der særlig udtrykte synspunkter og anliggender, der optog venstreorienterede kunstnere og andre intellektuelle. Der var især bidrag fra arkitekter, billedkunstnere og litteraturanalytikere, digtere og debattører. Tidsskriftet sættes særlig i forbindelse med brydninger omkring Danmarks Kommunistiske Parti og det åbne opgør, der satte ind fra 1956 og førte til at Socialistisk Folkeparti blev dannet i 1959. 

## Opfattelser af Dialog
I sam- og eftertiden er Dialog blevet betragtet som en modstykke til det litterære tidsskrift Heretica. Hvor man mente, at sidstnævnte dyrkede det spirituelle og vendte sig mod rationalismen, var Dialog interesseret i forholdet mellem kunst og samfund ud fra socialistiske eller kulturradikale forudsætninger. Redaktionens erklærede hensigt var at sætte en samtale i gang mellem kommunister, partiløse socialister og kredsen om Heretica. Sidstnævnte kaldte man dog "mørkemænd". 
Den historiske baggrund var, at kommunistiske og andre venstreorienterede intellektuelle oplevede deres synspunkter blive trængt i baggrunden i den kolde krigs debatmiljø. Bent Jensen betegner Dialog som "en intellektuel stalinistisk salon". Gert Petersen betegner Dialog som "i alt væsentligt kommunistisk", der senere udviklede sig til "et afgørende center for for den indre opposition mod DKP-ledelsen". Samme opfattelse findes hos Morten Thing. .Hans Hertel karakteriserer Dialog som "1950'ernes vigtigste venstrefløjstidsskrift"  Dialogs 11 årgange afspejler væsentlige aspekter af den idémæssige udvikling på den del af venstrefløjen, der lå til venstre for Socialdemokratiet En udvikling fra en tæt opslutning til Sovjetunionen, hvor DKP var den helt dominerede, til opgøret med DKPs opfattelser og en nyformulering af venstrefløjens samfundskritik udfoldes.

## Start
Dialog blev til efter Land og Folks redaktør Martin Nielsen opfordrede den senere litteraturprofessor og viseforfatter, dr.phil. Sven Møller Kristensen til at samle en reaktion om et tidsskrift. Forlaget Tiden, der tilhørte DKP, skulle være udgiver. Senere kom arkitekten Arne Gaardmand til og med ham fik tidsskriftet en drivende kraft hele sin udgivelsesperiode. Arne Gaardmand gav tidsskriftet tilknytning til venstreorienterede arkitektkredse. Han knyttede også kontakt til den senere formand for Socialistisk Folkeparti, dengang stud.mag. Gert Petersen, der også kom til at spille en fremtrædende rolle i redaktionen.

### Fakta
Dialog udkom regelmæssigt otte gange årligt i abonnement og løssalg med mellem 30 og 32 sider. Udgiver 1950-1951 var Forlaget Tiden og i 1952-1961 forlaget Borgen. Oplaget oplyses at være mellem 1200-2000 m. op til 1000 som abonnement. Redaktionen blev støttet af arbejdsgrupper med berøringsflader til Kunstakademiets arkitekt- og malerskoler. Dertil kom aktivister der forestod indsamlinger af frivillige støttebidrag. En del af aktiviteterne omkring tidsskriftet var også årlige fester i Grundtvigs Hus i Studiestræde i København. 6-800 personer opgives at deltage. Ved disse arrangementer optrådte Mogens Fog (to gange) Sven Møller Kristensen, redaktør Kate Fleron og kirkeminister Bodil Koch som talere. Dialog udgav politiske småskrifter og grafik.

## Formålserklæring
Tidsskriftet præsenterede med en erklæring om at være et åbnet forrum, der ønskede at videreføre europæiske humanistiske traditioner, man erklærede sig for et ”produktivt forhold mellem folket og kulturlivet”og ”en udvidet forståelse af mennesket natur og krav til livet”. Man erklærede at ville bekæmpe ”strømninger, som via skepticisme og kulturpessimisme, driver over i det metafysiske”. Endelig erklærede man sig som modstander af ”kulturforfladigelse” og ”kommercialisering” af kulturlivet. Den stiftede kreds af ”åndsarbejdere” så Dialog som et fortsættelse af tidsskriftet Athenæum.

## Hovedtræk af den redaktionelle udvikling

### Sven Møller Kristensens redaktion 1950 -1951
Tidsskriftet redigeres med Sven Møller Kristensen som ansvarshavende og forfatteren Erik Knudsen som redaktør af lyrisk stof. Perioden er kendetegnet ved at der særlig behandles emner på et meget højt alment niveau. Bemærkelsesværdige indlæg ses fra Erik Knudsen, Mogens Fog og Peter P. Rohde, der diskuterede om der gives noget absolut i marxismen, hvor af der kunne udledes en etik. I Peter P. Rohdes indlæg plæderes der for at Marx og Engels implicit udtrykte en almen etik, der hævdede at mennesket var et mål i sig selv. Fra samme redaktionelle periode skal nævnes Eric Danielsen, der gennem flere indlæg rettede kritik af Freuds og Eric Fromms psykoanalyse, som han mente ikke reflekterede menneskets drifter som historisk foranderlige. Psykoanalyse-kritikken fortsatte gennem flere år i tidsskriftet.

### Under kold krig 1952-1956
Erik Knudsen forlod reaktionen og nye medlemmer kom til: Arne Gaardmand, Georg Gjedde, Dan Sterup-Hansen og Bertel Engelstoft (denne dog kun kort tid). Jørgen Nash deltog i redaktionen at et nummer og bidrog i øvrigt med forskelligt indhold. 1953 kom Christian Crone, Per Gjedding, Ole Meinertsen og Gert Petersen ind. 
Forholdet til Sovjetunionen og blev berørt gentagne gange i meget forskellige sammenhænge. Forskellige grader af tilslutning til Sovjetunionen, dets daværende leder, Stalin og de nyetablerede "folkedemokratier" i Østeuropa kom til udtryk. Der taltes f.eks. om Sovjetunionens kulturvidenskab som et sted hvor man "eventuelt (kunne) hente nyttige impulser". I en nekrolog over Stalin udtrykte at dennes "statsmandsevner, fremsyn og diplomatiske talent er hævet over diskussion". Redaktionen prøvede at formulere sig for "verdenskulturen", der hverken var kapitalisme eller kommunisme, det handlede om at at undgå en truede 3. verdenskrig og virke for afspænding for åndsfrihed mod Mccarthyismen. Derfor skulle man nægte at tage stilling "for eller imod" kommunisme.
Historieforskningen i Sovjetunionen fik anerkendende ord i tidsskriftet. Det hed at den var ”tydeligvis inde i en frugtbar periode” og samtidig kunne det fortælles at i Sovjetunionen at  ”man (betragter) det som en selvfølge at forskerne yder deres bidrag til menneskehedens fremgang og lykke dvs. til opbygningen af det socialistiske samfund og til den kommende overgang til et kommunistisk samfund.
Arkitektonisk stil kommer under diskussion. Den klassiske stil, der var blevet gængs i Sovjetunionen, blev modstillet funktionalismen; en arkitektonisk retning, der blev værdsat blandt europæiske venstreorienterede arkitekter.
Spørgsmålet om der fandtes antisemitisme i østblokken blev behandlet på den måde, at der blev bragt indlæg hvor påstande om dette blev dementeret. Således blev Stig Thomsens benægtelse af at antisemititiske udtalelser var fremkommet under Slansky-processerne i Tjekkoslovakiet bragt i tidsskriftet under overskriften ”En myte aflives”.
Der kom også indlæg, der udtrykte en positiv værdsættelse af en national dansk kultur. Gert Petersen talte for en opvurdering af det nationale som modsætning til "amerikaniseringen og militariseringen og den forråelse der følger heraf" i modsætning til Georg Moltved, der talte for kulturkamp mod religion.
Flere negative reaktioner kom til udtryk, da reaktionen bad læserne reagere på en artikel af den ungarske litteraturkritikker Georg Lukacs, der talte for "sund og syg" litteratur, hvor "sund" litteratur blev paralleliseret med stillingtagen til "fremskridt" og "fred", mens den ”syge” litteratur sat i forbindelse med "reaktion" og "krig".

### Opbrudsåret 1956
En ledende artikel, der åbnede Dialogs årgang 1956 gentog redaktionens selvopfattelse af at stå på en rationalistisk-humanistisk grundlag i hvad man kaldte en kulturkamp, ”en kamp for fornuftens triumf på alle områder, det vil sige som et stædigt arbejde på at klarlægge virkeligheden og udforske dens lovmæssigheder” . Man gjorde samtidig opmærksom på at man oplevede sig ”modarbejdet og fortiet” i denne offentlige debat.
De brydninger i DKP som Khrustjov's hemmelige tale på Sovjetunionens Kommunistiske Partis 20. kongres. i marts 1956 afstedkom på venstrefløjen, fandt vej ind i Dialogs spalter og i redaktionens arbejde. Den årlige Dialog-fest blev udsat fra forår til efterår. Selv om Khrustjov's tale havde vakt stort røre var var reaktionen meget tilbageholdende med at tage stilling til afsløringerne af Stalins forbrydelser og kritikken af persondyrkelsen af samme person, som den kom til udtryk. Da maj-nummeret udkom var dele af Khrustjovs hemmelige tale blevet kendt. Her ses de første spor af et voldsomt opgør, der fulgte. Under overskriften ”Socialisme i udvikling” blev der udtrykt en anerkendelse af Sovjetunionens materielle resultater, men også en erkendelse af at der i samme land var begået ”alvorlige fejl og forbrydelser”. I Dialog fremkom modsigelsesfulde positioner overfor Khrustjovs stalinkritik. Der blev udtrykt både principiel tilslutning til Sovjetunionen, og kritik af, at man ikke havde erkendt det fuldstændigt svigtende retsgrundlag i dette land, man stillede selvkritiske spørgsmål om hvorfor Stalinkritikken ikke var blevet rejst før – og samtidig forklaringsforsøg på dette. Ét indlæg fra Stig Thomsen plæderede for at afsløringerne af Stalins gerninger var uinteressante. 
En artikel fra William Saxtorph udtrykte tilslutning til Stalins politik og udtrykte samtidig undren overfor at man ikke havde kunne erkende Stalins tilsidesættelser af retsorden. Gert Petersen tilsluttede sig den kritik af som Khrustjov havde rejst af Stalin. Han erkendte at Sovjetunionen havde ”sorte pletter”, men at disse ikke var af ”principielt afgørende karakter”.
De åbninger for kritik som Khrustjovs tale havde ført til, gav redaktionen inspiration til at skrive en kritisk leder om jøderens stilling i Østeuropa. Her kritiserede man at ”der var sket foruroligende ting, som kunne tolkes som antisemitisme” ). Til trods for den forsigtige kritik betød dette at Arne Gårdmand og Gert Petersen måtte indkaldes til ”skideballe” hos det ledende DKP-medlem Ib Nørlund
Kredsen om Dialog kom yderligere i røre, da sovjetiske tropper november samme år invaderede og nedkæmpede et folkeoprør i Ungarn, kendt som opstanden i Ungarn.
Den årlige Dialog-fest blev holdt i november. mens der stadig oprørere og sovjetiske tropper stadig kæmpede i Ungarn. Her holdt Mogens Fog tale og udtrykte en radikaliseret kritik af hvad der blev betragtet som DKP's basale præmisser. Han udtrykte ønskeligheden af at ”gøre op med selve grundlaget for den stilling, vi har indtaget.” Han talte fra en etisk position, når han sagde at ”det medmenneskelige ideal, som begrunder valget af socialismen, må også gælde under kampen for at gennemføre den”. Denne replik var rettet mod forestillinger om at det socialistiske mål, kunne retfærdiggøre ethvert middel til at opnå det. Han talte desuden om at ”Grundlaget for vor indsats for socialismen skabes her; de resultater og konklusioner vi her når til, må være bestemmende for socialistisk politik, ikke omvendt, ikke paroler og teser rettet fra et parti nedefter, eventuelt kopieret udefra”. Dermed var DKP's traditionelle idé om Sovjetunionen som model for en socialistisk samfundsudvikling modsagt.
Selve Ungarn-invasionen var ikke ligetil at tage stilling til for redaktionen: "I de kredse, der samler sig om Dialog, bedømmes de her antydede problemer ikke helt ensartet.". En del mente at den anden sovjetiske intervention var en forbrydelse" en anden del mente at der var tale om en "nødvendig handling".
Samme nummer af Dialog udfoldede Morten Simonsen en kritik af Sovjetunionens krigshandlinger og udtrykte i den forbindelse at ”magtens berettigelse ikke er givet alene ved produktionsmidlernes socialisering” . Der taltes desuden om ”fornyelse og demokratisering” af DKP. 
Dialogs september-nummer gengav igen en tale af Mogens Fog. Denne gang under titlen ”Kommunisterne og Demokratiet”. Her gentog og udviklede han kritikken til også at omfatte hvad han mente var fravær af demokratisk debat i DKP og hvad han mente var DKP's tendens til at frastøde personer, der ikke i et og alt accepterede partiets idéer. Han påpegede også at politiske omvæltninger i enkelte land kunne ”sætte freden i fare”. Det pålagde de progressive kræfter et særligt ansvar, sagde han.
Gert Petersen skrev i samme nummer om Stalin at han både var geni og despot. Geni fordi han forstod at organisere Sovjetunionen mod Hitler. Despot, fordi han en hensynsløs ”erobrer af personlig magt”, ”brutal i valg af metoder ”tilbøjelighed til at afgøre alt ad administrativ vej ”foretog en ”skånselsløs centralisering”, ”privilegering af de administrative kadrer” ”det chauvinistiske præg”, ”krænkelsen af arbejderdemokratiet og retssikkerheden”. Han talte nu negativt om den ”ubetingede loyalitet der fik progressive mennesker til at forsvare hele det sovjetiske system”. Han skrev om at Sovjetunionen kunne vinde ”fornyet sympati” gennem reformer. Sovjetunionen fremstod stadigvæk som en progressiv socialistisk landvinding og det var magtpåliggende at genskabe tilliden mellem de socialistiske lande og ”den progressive opinion”. Han udtrykte positive forventninger til at ytringsfriheden, som han mente var indført i Polen og Jugoslavien og på vej i Kina. Om demokrati hed det at ”Grænsen for demokratiseringen ligger (… ) hvor den lå i 20'erne Sovjetunion: demokrati på socialismens grundlag. Kampen mod stalinismen om nødvendigt med vold er altid i arbejderklassens interesse men kampen mod socialismen er aldrig, og kan ikke være det”. Dette standpunkt modificerede han få måneder efter i en signeret leder. Der skrev han, stadig optimistisk på vegne af, hvad han så som demokratiseringer i Polen, at udviklingen dèr måtte være særlig interessant for ”socialister, der som vi lever i lande med stærke demokratiske traditioner hvor spørgsmålet om at sikre socialismen uden at forbryde sig mod demokratiets grundprincipper med rette betones så stærkt, og hvor løsningen af dette spørgsmål har fået en uhyre betydning for den socialistisk sags fremgang.”
Forsvarere for DKP's traditionelle synspunkter kom også til orde. Gelius Lund kritiserede Mogens Fog for ikke at forstå at kommunismen vandt sine tilhængere gennem deres objektive placering i samfundet. Det gjorde at Fog ikke forstod materialismen, overbetonede det subjektive og dermed gjorde den revolutionære overbevisning til et personligt, etisk valg. Hertil svarede Mogens Fog at de ”objektive samfundsforhold (...) må passere enkeltmenneskets sind før de opfattes som nødvendighed og fører til politisk stillingtagen”. Georg Gjedde forsvarede det traditionelle kommunistiske synspunkter og opfordrede til enighed. Desuden indlæg fra Halldór Laxness der omtalte, hvad han kaldte ”Sovjetisk terrorisme” som i modstrid med ”al socialistisk etik”.

### Opgøret med stalinsmen 1957-1959
Ungarn og Polen blev tilbagevendende temaer for redaktionen. Rubrikken ”Socialisme og Humanisme” blev brugt i flere numre som overskrift til diskussioner om problemer om det manglende demokrati i de østeuropæiske lande, som man fastholdt at kalde socialistiske ligesom man kaldte den sovjetiske invasion i Ungarn 1956 for "intervention". Der kom danske og udenlandske bidrag. I næsten alle indlæg udtryktes forskellige grader af opgør med DKP's demokrati-opfattelse i forhold til Stalin og Sovjetunionen. Et par indlæg fra medlem af DKP's centralkomité, [[Jacob Groth]] forsvarede DKP's traditionelle indstilling. Repræsentanter fra redaktionen blev konfronteret med DKP's ledelse. Her blev redaktionen kritiseret for ikke at støtte loyalt op om partiet. Tværtimod: "I den mest kritiske situation støttede Dialog ikke partiet, men angreb direkte". Først behandlet af Knud Erik Svendsen. Men Dialog fortsatte med at orientere sig i nye retninger.
Et nyt tema var den industrielle automatiserings følger for arbejderklasen. Emnet blev genbehandlet i en udførlig behandling af en UNESCO-konference, hvor man diskuteret den moderne tekniks ikke kun som noget der øgede mennesket magt over naturen, men også som noget der på forskellig vis påvirkede samfundets organisering.
Dialog begyndte i denne periode at udgive en serie af småskrifter med artikler om kommunisme og demokrati økonomi, det britiske Labour, Jugoslavien.
Ved indgangen til 1959 bestod redaktionen af Gert Petersen, D.V. Aagaard, Per Agner, Andreas Jørgensen og Henrik Sidenius. Selv om flere af reaktionsmedlemmerne og mange af bidragslyderne tilsluttede sig Socialistisk Folkeparti, der blev dannet i 1959 af mest af tidligere medlemmer af DKP, ses den nye partidannelse kun omtalt én gang i en en usigneret artikel, hvor man utvetydigt tog stilling for det nye parti. 
En ledende artikel udtrykte modstand om Fællesmarkedet (nuværende EU et emne der var aktualiseret af socialdemokratiske ønsker om dansk tilslutning. Lederen udtrykte interesse for en mulig alliance på socialistisk grundlag med socialdemokratiske fællesmarkedsmodstandere.  Spørgsmålet om Fællesmarkedet blev genoptaget i et interview med professor i nationaløkonomi Jørgen Dich, der udtrykte frygt for at det åbne marked ville undergrave arbejderklassens positioner. Lavere lønninger i andre europæiske lande ville sætte danske lønninger under pres. Indvandring kunne blive problematisk: "Læg så her til hvad det vil betyde af forstyrrelse og uro at få en befolkningsgruppe med en anden religion, et andet sprog, andre livsvaner osv. ind i landet. Se på de raceproblemer, som indvandringen har givet England " blev han citeret for at mene. Han anså det som en stor fordel ikke at have "nationale, religiøse, racemæssige eller sproglige modsætninger af betydning". Jørgen Dichs udtrykte desuden, at han mente at privatejendomsretten ikke skulle afskaffes på alle områder. Den skulle anerkendes "i det omfang den fremmer de funktioner, som er nyttige for samfundet". Som eksempel nævnte han privat fortjeneste der blev reinvesteret i produktion som gavnlig, mens grundejeres ejendomsret "magelig kunne undværes" En sådan skelnen i forståelsen af ejendomsret var ikke tidligere kommet til udtryk i Dialog-sammenhæng.
Under overskriften ”Socialismen, demokratiet OG DANMARK” udfoldedes et fyldigt indlæg om socialisme og demokrati. Forfatterne, Henrik Sidenius og Gert Petersen formulerede igen tidligere positioner om demokrati og socialisme i ny prægnant form: ”Til den gamle erkendelse af det politisk-formelle demokratis utilstrækkelighed, må man føje en ny og tilsvarende erkendelse af den socialistiske strukturs utilstrækkelighed,, når det gælder sikringen af politisk demokrati, forstået som folkets selvbestemmelsesret.” Nyt for en dansk venstrefløjsdebat var, at de to forfattere påpegende demokratitænkning hos Marx og Rosa Luxemburg. De to forfattere satte også en forbindelse mellem et socialistisk samfunds demokrati og dets produktivitet. De fortolkede også det eksisterende danske demokrati, som et resultat af en historisk klassekamp rettet mod samfundets øverste klasser.

### Nye kritiske orienteringer 1960-1961
Dialogs sidste år var præget af  mange udskiftninger i redaktionen. Andreas Jørgensen blev med starten af 1960 ansvarshavende og han var den eneste gennemgående person i flere redaktionelle personudskiftninger .Et sidste indlæg  rettet direkte mod  DKP var skrevet af cand. polit. Peter Høy, der gik skarpt i rette med den fremtrædende kommunist Ib Nørlund. Sidst nævnte havde  i en bog ”Marxismen i vor tid” havde plæderet for den opfattelse at arbejderklassen blev stadig fattigere i absolut forstand. Peter Høy mente derimod, det var korrekt at tale om relativ forarmelse af arbejderklassen. Teorien havde intet grundlag hos Marx, dens politiske konsekvens var forkastelige og synspunktet var meningsløst på baggrund af at mere end 100 års faglig kamp ikke skulle have forbedret levevilkårene, skrev han. 
I de sidste numre af tidsskriftet blev kapitalismekritikken formuleret med ny accent.  F.eks. hed det i en usigneret leder at ””velfærdsstaten” rent faktisk er udtryk for en effektivisering af det borgerligt-kapitalistiske samfunds mekanisme, og at den rigsdomsforøgelse den bygger på, i udstrakt grad bygger på de varer som de fattige lande baserer deres økonomi på – at Danmarks rigdomsforøgelse altså modsvares af forøgelsen af fattigdommen andetsteds i verden”. Samme sted udtryktes taltes også om en anden form for forarmelse: at menneskelig medleven med køber – sælger indstilling og trang til samvirke og solidaritet” erstattes af ” konkurrencejag, drøm om personlig succes, dyrkelse af karrieren og en mentalitet der er junglens”
Tidsskriftet havde et temanummer om kulturradikalisme. Under spørgsmålet ”Nyttede kulturkampen? kom bidrag fra Villy Sørensen, Stig Veibel, Anders Bodelsen, Georg Gjedde, K.E. Løgstrup, Peter P. Rohde, Gert Petersen og Georg Moltved,Sven Johansen og Thorkild Bjørnvig. Årgangens nummer 5 -6 indeholdt ukommenterede tekster af Bertolt Brecht i Ivan Malinovskis oversættelse.  Dialog udkom tre gange i sit sidste leveår.  Et temanummer handlede om krigstruslen, særligt atomkrigstruslen og diskuterede  neutralisme og pacifisme. Et andet nummer handlede om reklame. Det næstsidste nummer havde teamet ”Den umoderne socialisme”. I dette nummer findes en bidrag fra Villy Sørensen, der kritiserede Socialdemokratiet s forestillinger om ”velfærdsstaten”, en artikel af Maurice Dobb og Gert Petersen foretog en fornyet analyse af, hvad der havde ført til stalinismen i Sovjetunionen. En yderligere fornyet kritik af kapitalismen kom til, idet Andreas Jørgensen udtrykte at hovedindvendingen mod dette system var at ”mennesker blev reducerede fra mål til midler”. Sidste nummer indeholder et oversat essay om Thomas Mann, skrevet af Georg Lukacs.
De sidste numre indeholder gentagne appeller til læserne om at tegne nye abonnenter, for at komme igennem akutte penge-problemer.  
Udgivelsen stoppede i 1961. I det sidste nummer bebudedes et temanummer om Fællesmarkedet. Det kom aldrig . Andreas Jørgensen var to år senere med til at stifte nyt tidsskrift "Politisk Revy"